# Río San Pedro (España)
El río San Pedro, también llamado Salado de Puerto Real, es un paleocauce del río Guadalete, separado de este por la mano del hombre y convertido en brazo de mar. Se encuentra en la provincia de Cádiz. El San Pedro desemboca cerca de su origen, el caño de la Tapa, límite municipal entre Jerez de la Frontera y Puerto Real; atraviesa el norte de este último para seguidamente servir de división entre Puerto Real y El Puerto de Santa María hasta su desembocadura en la Bahía de Cádiz, en la punta de los Saboneses. En su recorrido bordea el barrio al que da nombre.

## Geografía y geología

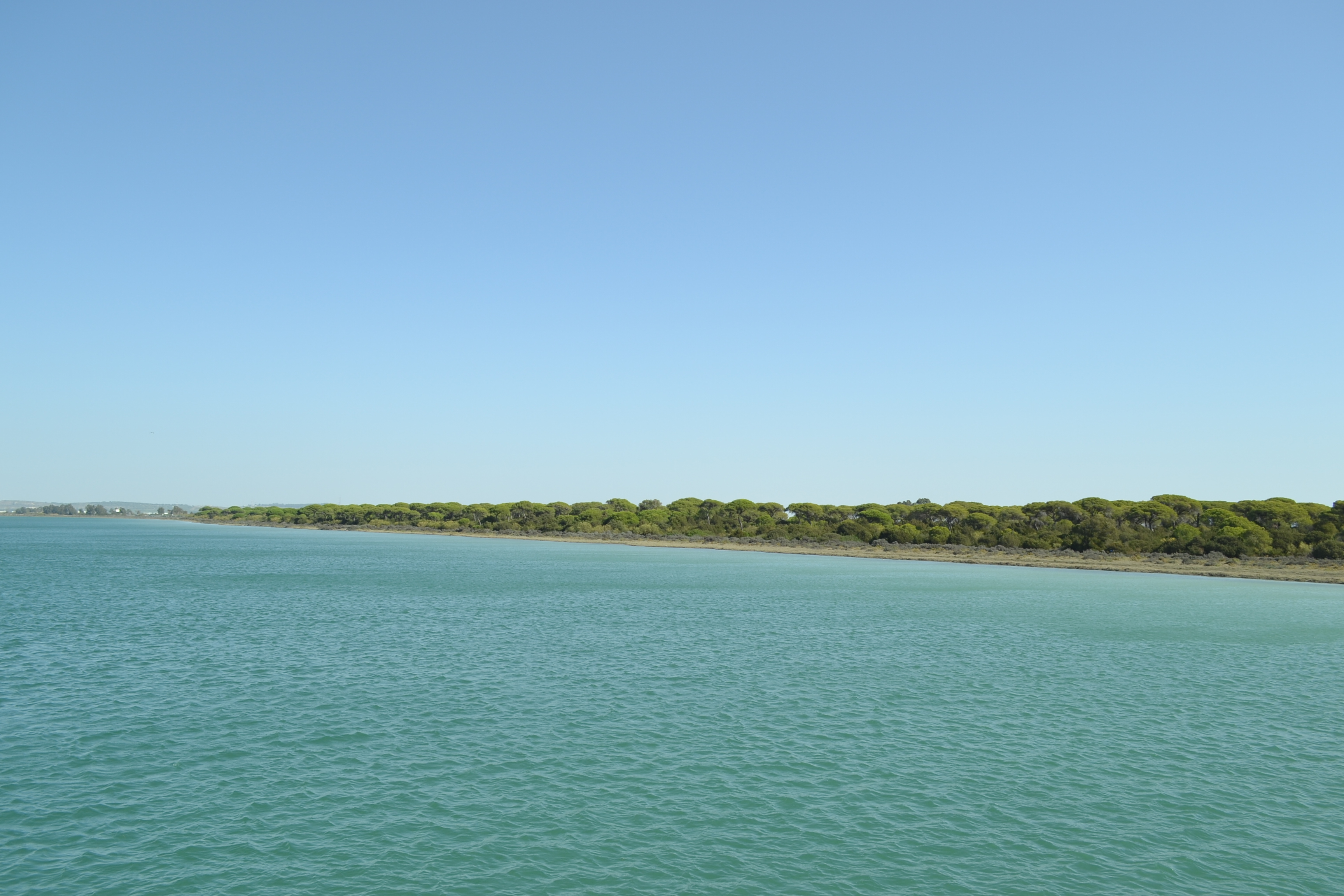
Río San Pedro.

Tiene un recorrido de unos 25 km y la mayor parte de su cauce está bajo los efectos de la pleamar. La totalidad de los terrenos por los que discurre son de origen cuaternario, principalmente marisma. El Río San Pedro es navegable para embarcaciones de pequeño calado y de pesca. Tiene varias dársenas para embarcaciones de recreo y kayaks. El río San Pedro está abierto a la bahía de Cádiz mediante su desembocadura y mediante el caño de Cortadura, lo que permite una continua circulación de las aguas.
El río San Pedro y sus riberas se encuentran protegidas y forman parte del parque natural de la Bahía de Cádiz, por el cual se extiende como un brazo de mar, aportando agua marina a las salinas cercanas.

## Estructuras de paso
Las estructuras singulares que lo atraviesan son:
- El Puente de la Algaida, que es un puente de paso peatonal y comunica el Pinar de la Algaida con la Marisma de los Toruños.[3]
- CA-32, la autovía entre Puerto Real y El Puerto de Santa María, mediante un doble puente (para la doble calzada) que se acompaña con un camino peatonal.
- La vía ferroviaria de Sevilla a Cádiz
- A-4, que lo atraviesa mediante un doble puente para la doble calzada.

Históricamente se tiene constancia de puentes de barcazas desde el siglo XV, durante la fundación de Puerto Real. Se sabe que el portazgo del puente sirvió para la financiación de las arcas públicas del municipio.

## Turismo
La parte final del río, dentro del Parque de Los Toruños ofrece senderos para turismo de naturaleza

## Galería
|                                                       |
| Río San Pedro cerca de su final en la Bahía de Cádiz. |

|                                                             |
| Vista del Río San Pedro y el puente peatonal de la Algaida. |